# Piękny Antonio
Piękny Antonio (wł. Il bell’Antonio, fr. Le bel Antonio) – włosko-francuski dramat filmowy z 1960 roku w reżyserii Mauro Bologniniego, zrealizowany na podstawie powieści Vitaliano Brancatiego o tym samym tytule. Scenariusz napisali Pier Paolo Pasolini i Gino Visentini, przenosząc akcję powieści z czasów faszystowskich Włoch do współczesności.
Film zdobył główną nagrodę Złotego Lamparta na MFF w Locarno. W 2008 roku został wpisany na listę 100 włoskich filmów do uratowania sporządzoną przez włoskie Ministerstwo Dziedzictwa Kulturowego, na której znalazło się sto filmów, które „zmieniły zbiorową pamięć kraju w latach 1942–1978”.

## Fabuła
Student Antonio wraca z Rzymu, gdzie żył z fortuny ojca, do rodzinnej Katanii, ponieważ ojciec zainwestował majątek rodziny w gaj pomarańczowy i nie jest już w stanie utrzymać Antonia. Rodzice Antonia, cieszącego się reputacją odnoszącego sukcesy kobieciarza, postanawiają, że nadszedł czas, aby się ustatkował i zawarł małżeństwo z Barbarą, córką notariusza Puglisiego. Antonio, początkowo wahający się, zakochuje się w Barbarze po zobaczeniu jej zdjęcia i zgadza się ją poślubić.
Rok później Puglisi konfrontuje niewierzącego ojca Antonia z faktem, że małżeństwo nie zostało skonsumowane, i uzyskuje jego unieważnienie. Barbara wkrótce wychodzi za mąż za bogatego księcia Bronte, pozostawiając pogrążonego w żałobie Antonia, który wciąż ją kocha. Antonio wyznaje swojemu kuzynowi Edoardo, że podczas pobytu w Rzymie mógł sypiać z kobietami, które mu się nie podobały, ale był impotentem, gdy spotkał kobietę, do której żywił szczere uczucia.
Jakiś czas później ojciec Antonia umiera na zawał serca podczas wizyty w domu publicznym, gdzie chciał udowodnić swoją nienaruszoną męskość. Podczas gdy rodzina wciąż pogrążona jest w żałobie, pokojówka Santuzza traci przytomność, wyznając, że jest w ciąży z Antoniem. Matka Antonia natychmiast przekazuje krewnym i sąsiadom wiadomość, że Antonio zostanie ojcem i ogłasza jego ślub z Santuzzą. Kiedy Edoardo dzwoni do Antonia z gratulacjami, Antonio oświadcza, że wciąż myśli o Barbarze i zaczyna płakać.

## Obsada
Opracowano na podstawie materiału źródłowego:

- Marcello Mastroianni – Antonio Magnano
- Claudia Cardinale – Barbara Puglisi
- Rita Savagnone – Barbara Puglisi (głos)
- Pierre Brasseur – Alfio Magnano
- Ivo Garrani – Alfio Magnano (głos)
- Rina Morelli – Rosaria Magnano
- Tomás Milián – Edoardo
- Sergio Fantoni – Edoardo (głos)
- Fulvia Mammi – Elena Ardizzone
- Patrizia Bini – Santuzza
- Ugo Torrente – notariusz Puglisi
- Ignazio Balsamo –
  - notariusz Puglisi (głos),
  - Calderana (głos),
  - prawnik Ardizzone (głos)
- Anna Arena – pani Puglisi
- Guido Celano – Calderana
- Maria Luisa Crescenzi – Francesa
- Jole Fierro – Mariuccia
- Cesarina Gherardi – Zia Giuseppina
- Nino Camarda – ojciec Rosario
- Riccardo Mantoni – ojciec Rosario (głos)
- Alice Sandro – Nanda

## Produkcja
Film został wyprodukowany przez nowo założoną firmę Alfredo Biniego, Arco Film, która na prośbę reżysera Bologniniego podpisała latem 1959 roku umowę przeniesienia praw do książki ze spadkobiercami Vitaliano Brancattiego. W tamtym czasie książka znajdowała się na liście „niepożądanych” projektów, a kilku producentów zrezygnowało już z pomysłu przeniesienia jej na ekran. Carlo Ponti poprosił samego Brancattiego o przygotowanie scenariusza z myślą o obsadzeniu Sophii Loren w głównej roli, ale projekt został zablokowany przez ówczesnego podsekretarza ds. rozrywki, Giulio Andreottiego.
Sytuację dodatkowo skomplikowała decyzja Bologniniego o zatrudnieniu Piera Paolo Pasoliniego jako scenarzysty. Podczas pierwszej prezentacji scenariusza w Ministerstwie, komisja cenzury odmówiła jego zatwierdzenia, ponieważ był „nieodpowiedni dla narodu włoskiego”. Rozpoczynając z finansowaniem w wysokości zaledwie dziesięciu milionów lirów, zdjęcia rozpoczęły się mimo wszystko od plenerów, które miały być kręcone w Katanii . Rola głównego bohatera została początkowo przypisana Jacquesowi Charrierowi, który jednak wycofał się w ostatniej chwili. Wtedy Bolognini zwrócił się do Marcello Mastroianniego. Po ukończeniu film został jednak zgłoszony do komisji cenzury, która nakazała wycięcie niektórych scen, takich jak ta, w której Alfio udaje się do domu publicznego, aby udowodnić, że jego syn nie może być impotentem.